# Oberer Kiliansteich

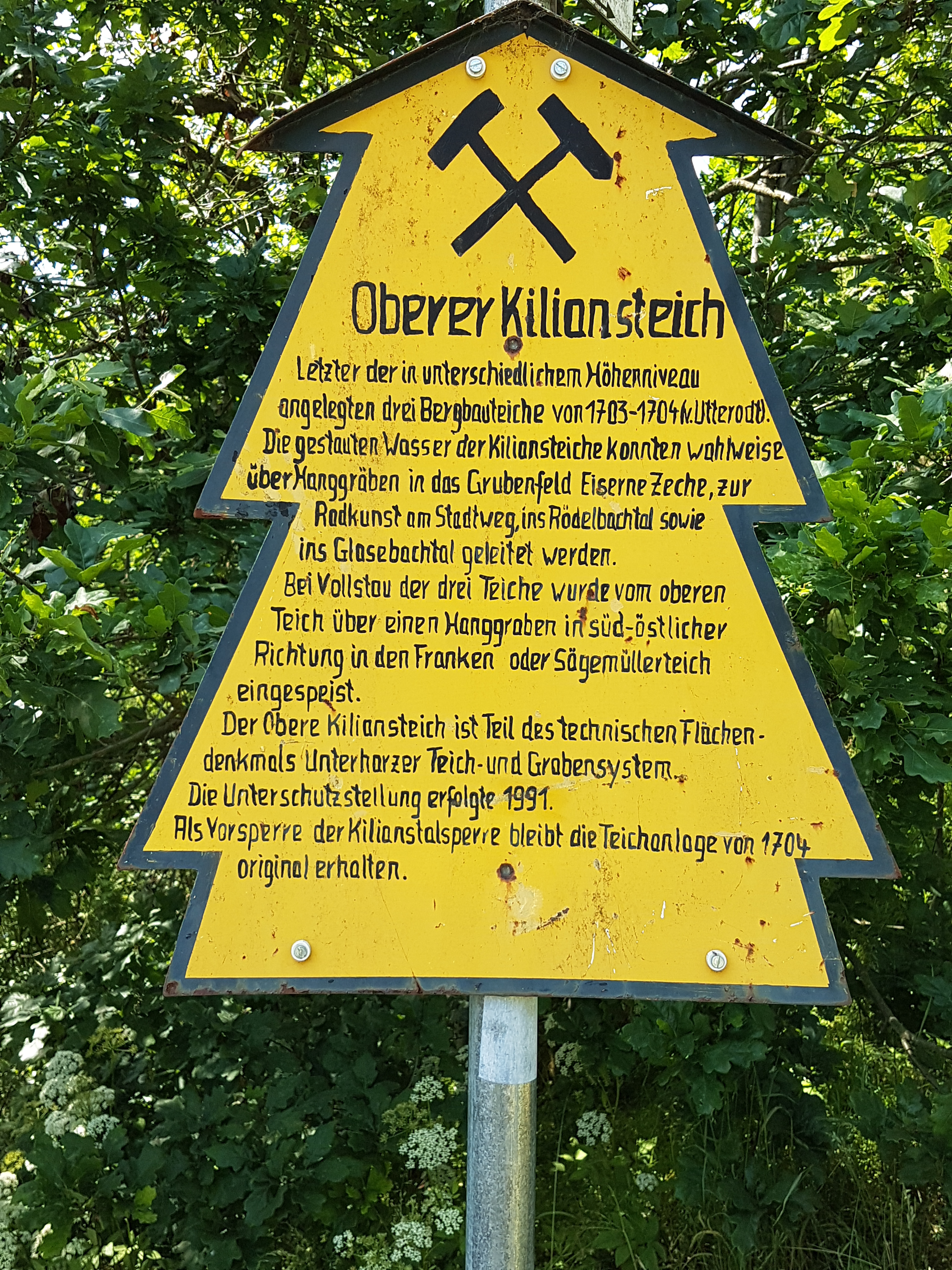
Dennert-Tanne Oberer Kiliansteich (2020)

Der obere Kiliansteich (Vorsperre Kiliansteich) ist eine Talsperre in Sachsen-Anhalt. Es handelt sich um einen Erddamm mit Kerndichtung. Aufgestaut wird der Büschengraben.

## Beschreibung
Der Stausee liegt bei Straßberg (Harz) in Sachsen-Anhalt und dient als Vordamm des Kiliansteichs. Für den Untergrund sind keine Verdichtungs- oder Vergütungsmaßnahmen bekannt. Das Westufer ist geprägt durch auf dem Rückzug befindliche Fichten, unter deren Schirm Laubmischwald heranwächst. Der Teich ist der älteste noch original erhaltenen Teich des Flächendenkmals Unterharzer Teich- und Grabensystem.
Es ist nicht bekannt, aus welchen Material der Grundablass besteht. Da die Sperre im Dauerstau betrieben wird, wird der Grundablass nicht genutzt. Im Zuge der Sanierung wurde ein Stahlbetonrohr als Hochwasserentlastungsanlage eingebaut, über das Vorsperre und Talsperre in Verbindung sind. Die minimale Stauhöhe wird durch die Rohrsohle des Überlaufs bestimmt. Der alte Überlauf ist nach wie vor in Funktion und auf dem Damm stehend noch gut zu erkennen.
Die ursprünglichen Hanggräben sind größtenteils nicht mehr vorhanden. Nur der Hanggraben zum Frankenteich ist noch erkennbar, befindet sich aber in sehr schlechtem Zustand. Der Überfluss zur Talsperre Kiliansteich wurde saniert und ausgeschottert.

## Geschichte
Der Teich wurde 1703–1704 unter Leitung von Georg Christoff von Utterodt erbaut. Ursprünglich gab es an der Stelle eine Kaskade von drei kleineren Teichen hintereinander, die für den Bergbau erbaut worden waren.
Das gestaute Wasser konnte je nach Bedarf in über Hanggräben in das Grubenfeld Eiserne Zeche, zur Radkunst am Stadtweg, ins Rödelbachtal und ins Glasebachtal abgeleitet werden. Als Hochwasserschutz floss das Wasser bei Vollstau über einen Hanggraben in den weiter südöstlich gelegenen Frankenteich ab. Zwei der vier Teiche waren 1901 und 1944 gebrochen und alle in einem schlechten Zustand.
Im Zuge der Sanierung zwischen 1989 und 1994 (erste Planungen stammen aus dem Jahr 1977) und des damit einhergehenden Neubaus der Talsperre Kiliansteich, wurde der Obere Kiliansteich als Vorsperre ausgebaut. Dadurch soll eine Vorklärung des Wassers erzielt und bei sinkenden Wasserständen ein Trockenfallen der Stauwurzel verhindert werden. Der Stausee blieb unverändert und auch der Altdamm blieb erhalten.

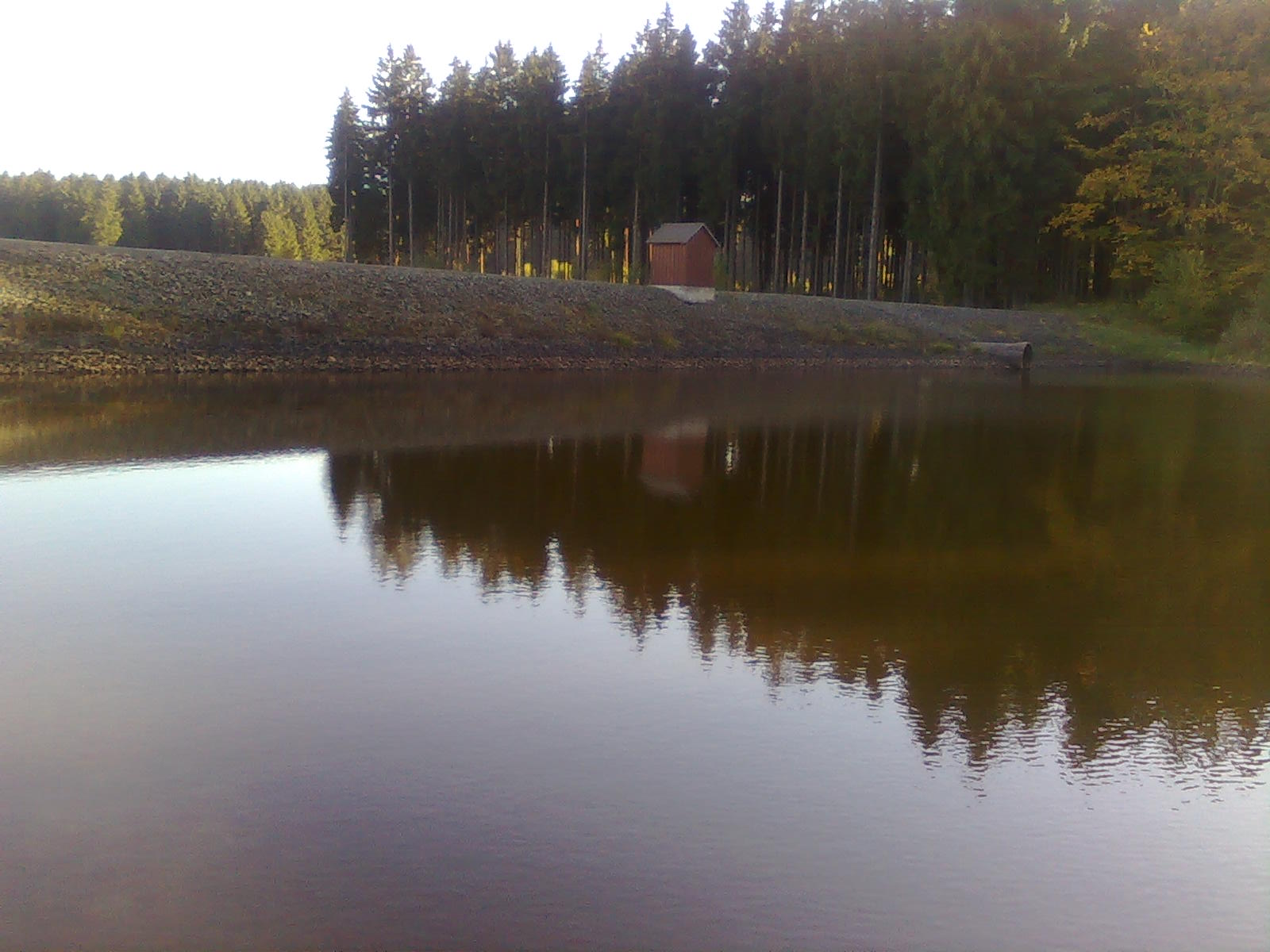
Blick vom Stausee auf den sanierten Staudamm, in Dammmitte befindet sich das Striegelhäuschen, daneben die Hochwasserentlastungsanlage

Die Dammböschungen wurden auf eine 1:2-Neigung angeglichen und mit Grobschotter und Splitt die Oberfläche befestigt. Am Südufer befindet sich inzwischen eine größere Verlandungszone. Der Wasserspiegel liegt bei Vollstau auf 440,5 m.